# Дъмбовица
Дъмбовица (на румънски: Dâmbovița) е река в Румъния (окръзи Арджеш, Дъмбовица, Гюргево, Илфов и Кълъраш), ляв приток на Арджеш (ляв приток на Дунав). Дължина 237 km. Площ на водосборния басейн 22,61 km².
Река Дъмбовица води началото си на 1872 m н.в. от южните склонове на планината Фъгъраш (част от Южните Карпати). В началото тече на североизток, след което чрез дълбока и тясна долина заобикаля от север и изток планинския масив Езер (също част от Южните Карпати). В този участък от течението ѝ е изградена преградната стена на големия язовир „Сатич“, в основата на която работи мощна ВЕЦ. При навлизането си в окръг Дъмбовица реката излиза от планините и тече на юг-югоизток през хълмисти местности. Югозападно от град Търговище Дъмбовица продължава в югоизточна посока през средната част на обширната Долнодунавска равнина, където течението ѝ става бавно и спокойно, а долината широка и плитка. В долното си течение преминава през центъра на столицата Букурещ като на голямо разстояние преди града, в него и след него до устието си коритото ѝ е коригирано и канализирано чрез високи водозащитни диги и на големи участъци е праволинейно. Влива се отляво в река Арджеш (ляв приток на Дунав), на 28 m н.в., при град Будещи (окръг Кълъраш.
На югозапад и запад водосборният басейн на Дъмбовица граничи с водосборните басейни на реките Сабар и Риу Доамней (леви притоци на Арджеш), а на север и североизток – с водосборните басейни на реките Алт, Яломица и Мостищя (леви притоци на Дунав). В тези си граници площта на водосборния басейн на реката възлиза на 2837 km² (22,61% от водосборния басейн на Арджеш). Основен приток река Колентина (ляв, 101 km, 643 km²).
Река Дъмбовица има смесено подхранване, с преобладаване на снежно-дъждовното. Пълноводието ѝ е през пролетта, а маловодието през лятото.
В средното и долното ѝ течение част от водите ѝ се използват за напояване, като за тази цел освен големия язовир „Сатич“ са построени и множество по-малки, които освен това регулират и оттокът ѝ.
По цялото си протежение долината ѝ е гъсто заселена, като най-голямото селище по течението ѝ е столицата на Румъния – град Букурещ.

## Галерия
- Река Дъмбовица, картина от Амедео Презиоси
- Дъмбовица при Мънещ
- Язовир „Мории“ на река Дъмбовица